# 御剣海
御剣 海（みつるぎ かい、6月9日 - ）は、宝塚歌劇団星組に所属する男役。
神奈川県横浜市、県立相模原中等教育学校出身。身長171cm。愛称は「つるぎ」。

## 来歴
2016年4月、宝塚音楽学校入学。
2018年4月、宝塚歌劇団に104期生として入団。入団時の成績は22番。星組宝塚大劇場公演『ANOTHER WORLD／Killer Rouge』で初舞台。
2024年の「記憶にございません!」で新人公演初主演。入団7年目での待望の初主演となった。

## 主な舞台

### 初舞台公演
- 2018年4 - 6月、『ANOTHER WORLD／Killer Rouge』（宝塚大劇場）

### 星組時代
- 2018年6 - 7月、『ANOTHER WORLD／Killer Rouge』（東京宝塚劇場）
- 2019年1 - 3月、『霧深きエルベのほとり／ESTRELLAS～星たち～』
- 2019年7 - 10月、『GOD OF STARS -食聖-』 - 新人公演：Canon（本役：天飛華音）『Éclair Brillant（エクレール ブリアン）』
- 2019年11 - 12月、『龍の宮（たつのみや）物語』（バウホール）
- 2020年2 - 3月、『眩耀（げんよう）の谷〜舞い降りた新星〜』 - 新人公演：クリチェ（本役：天華えま）『Ray-星の光線-』（宝塚大劇場）
- 2020年7 - 9月、『眩耀（げんよう）の谷〜舞い降りた新星〜』『Ray-星の光線-』（東京宝塚劇場）[注釈 1]
- 2020年11月、『エル・アルコン-鷹-』『Ray-星の光線-』（梅田芸術劇場）
- 2021年2 - 5月、『ロミオとジュリエット』[注釈 2]
- 2021年7月、『婆娑羅（ばさら）の玄孫（やしゃご）』（ドラマシティ・プレイハウス） - 正吉
- 2021年9 - 12月、『柳生忍法帖』 - 竜王坊、新人公演：鷲ノ巣廉助（本役：綺城ひか理）『モアー・ダンディズム!』
- 2022年2月、『王家に捧ぐ歌』（御園座）
- 2022年4 - 5月、『めぐり会いは再び next generation-真夜中の依頼人（ミッドナイト・ガールフレンド）-』『Gran Cantante（グラン カンタンテ）!!』（宝塚大劇場）
- 2022年6 - 7月、『めぐり会いは再び next generation-真夜中の依頼人（ミッドナイト・ガールフレンド）-』 - 新人公演：ヴァルター・オルレイン（本役：碧海さりお）『Gran Cantante（グラン カンタンテ）!!』（東京宝塚劇場）
- 2022年9月、『モンテ・クリスト伯』 - ムハンマド（代役）『Gran Cantante（グラン カンタンテ）!!』（全国ツアー）
- 2022年11 - 2023年2月、『ディミトリ〜曙光に散る、紫の花〜』 - 新人公演：イヴァネ・ザカリアン（本役：ひろ香祐）『JAGUAR BEAT-ジャガービート-』
- 2023年3 - 4月、『バレンシアの熱い花』 - サンチェス『パッション・ダムール・アゲイン！』（全国ツアー）
- 2023年6 - 7月、『1789-バスティーユの恋人たち-』（宝塚大劇場）
- 2023年7 - 8月、『1789-バスティーユの恋人たち-』（東京宝塚劇場） - 新人公演：カミーユ・デムーラン（本役：暁千星）
- 2023年10月、『My Last Joke-虚構に生きる-』（バウホール） - ジョン・R・トンプソン
- 2024年1 - 2月、『RRR×TAKA"R"AZUKA〜√Bheem〜（アールアールアール バイ タカラヅカ〜ルートビーム〜）』 - カーター『VIOLETOPIA（ヴィオレトピア）』（宝塚大劇場）
- 2024年2 - 4月、『RRR×TAKA"R"AZUKA〜√Bheem〜（アールアールアール バイ タカラヅカ〜ルートビーム〜）』 - カーター、新人公演：A・ラーマ・ラージュ（本役：暁千星）『VIOLETOPIA（ヴィオレトピア）』（東京宝塚劇場）
- 2024年5 - 6月、『BIG FISH（ビッグ・フィッシュ）』（東急シアターオーブ）
- 2024年8 - 12月、『記憶にございません!』 - 猪熊虎象、新人公演：黒田啓介（本役：礼真琴）『Tiara Azul-Destino-（ティアラ・アスール ディスティーノ）』 新人公演初主演[2]
- 2025年1 - 2月、『にぎたつの海に月出づ』（バウホール） - 扶余豊璋
- 2025年4 - 8月、『阿修羅城の瞳』 - 鬼『エスペラント！』
- 2025年9 - 10月、『アレクサンダー』（宝塚バウホール・東京建物 Brillia HALL）
- 2026年1 - 4月、『恋する天動説／DYNAMIC NOVA』

## 出演イベント
- 2019年4月、「中山寺　無縁経大会式」